# Op Texel is het lente
Op Texel is het lente is een hoorspel van Bernhard Pletschinger. Am Ammersee ist Frühling werd op 6 december 1975 door de Sender Freies Berlin uitgezonden. Gerrit Bussink vertaalde het en de KRO zond het uit in het programma Theater op dinsdag 17 februari 1976, van 21:45 uur tot 23:00 uur. De regisseur was Léon Povel.

## Rolbezetting
- Jaap Hoogstraten
- Ben Hulsman
- Trudy Labij
- John Leddy
- Joke Reitsma-Hagelen
- Louise Robben

## Inhoud
Ergens op Texel ligt een discussiecentrum waar studenten, bezield met een solidair gevoel voor de arbeidersklasse, proberen hun visie over te dragen op diegenen onder de arbeiders die hogerop willen, maar dat door gebrek aan kennis van sociaal-politieke leerstellingen nog niet kunnen. Maar de arbeiders die zij voor die discussies weten warm te maken, zijn niet bij machte die theoretische uiteenzettingen te volgen, omdat de studenten niet in staat zijn de arbeiders in hun eigen denkwereld te benaderen. De enkele arbeider die dan toch overstapt, voelt zich niet thuis in het geheel eigen milieu van de studenten en blijft een outsider…